# پریش سنت جرج جینجرلند
پریش سنت جرج جینجرلند (به لاتین: Saint George Gingerland Parish) یک قصبه در سنت کیتس و نویس است که در سنت کیتس و نویس واقع شده‌است. پریش سنت جرج جینجرلند ۲٬۵۶۸ نفر جمعیت دارد.